# 奧克蒙特 (賓夕法尼亞州)

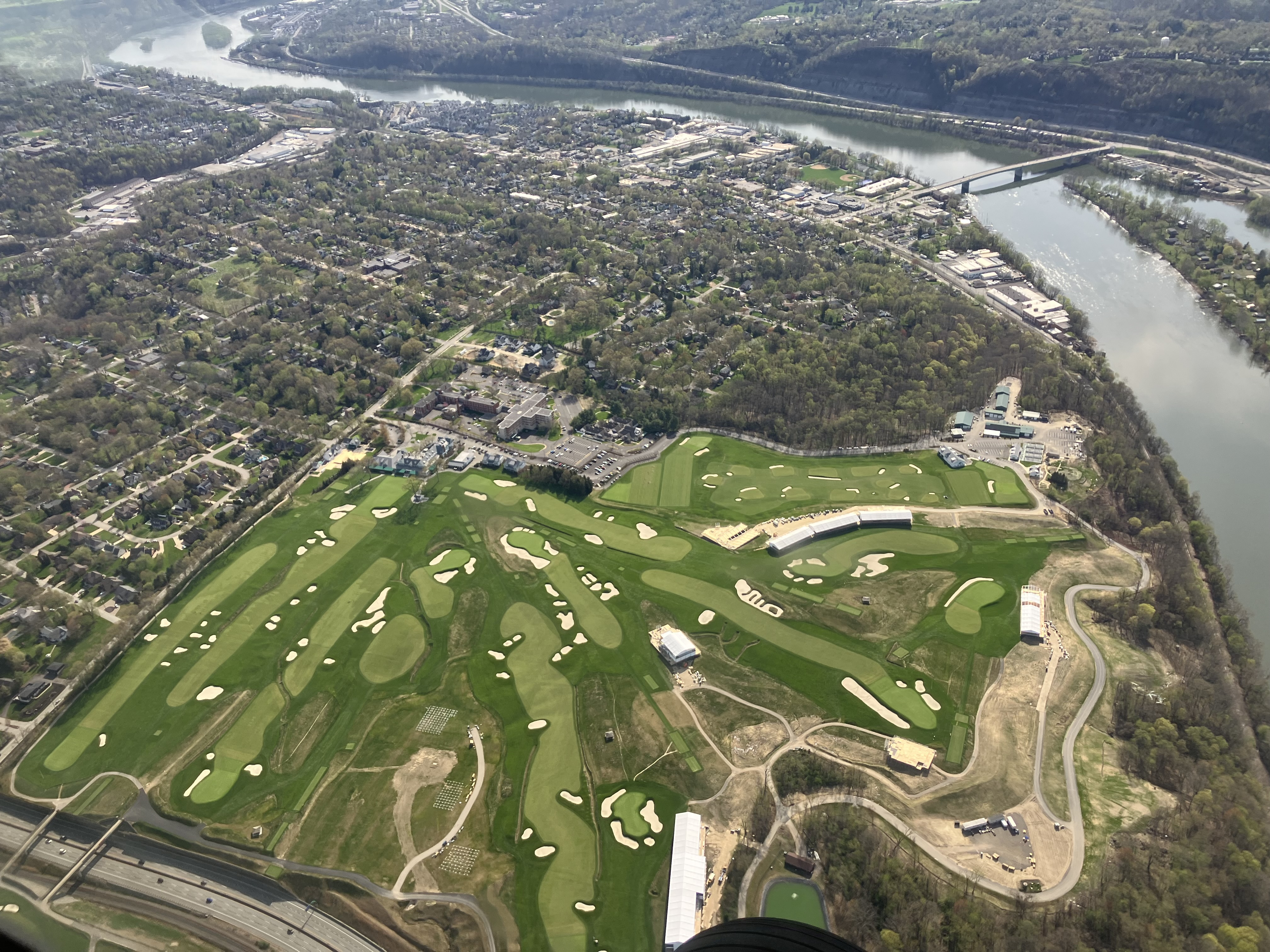
奧克蒙特的鳥瞰圖

奧克蒙特（英語：Oakmont），位於美國賓夕法尼亞州亞利加尼縣阿勒格尼河畔的一個自治市鎮。據2020年美國人口普查，當地常住人口為6,758。它亦是匹茲堡都會區的一個市郊地區。該行政區以奧克蒙特鄉村俱樂部而聞名，美國高爾夫公開賽曾多次在此舉辦。